# ルイ・フランソワ・ド・ブーフレール

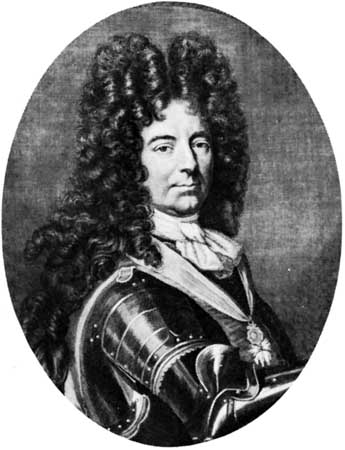
ルイ・フランソワ・ド・ブーフレール

ルイ・フランソワ・ド・ブーフレール（Louis François de Boufflers, 1644年1月10日 - 1711年8月22日）は、フランス・ブルボン朝の貴族、軍人。カニー伯、ブーフレール公。

## 生涯
フランス軍に入隊して1663年にマーシャル包囲戦に参加、1669年に竜騎兵隊長に任命され、オランダ侵略戦争ではフランソワ・ド・クレキ元帥の軍に属して1670年にロレーヌ公国を占拠した。次にテュレンヌ元帥の下に転向、1675年にテュレンヌが戦死した時に軍の背後を固めて退却した。戦後は順調に昇進を重ね、大同盟戦争で軍の指揮官を任されるほどになった。
1688年にマインツを攻撃した後はモーゼル川流域で転戦、1690年のフルーリュスの戦い直前で南ネーデルラントで同盟軍と対峙したリュクサンブール公に援軍を送り、1691年のモンス包囲では負傷しながらも陥落させ、1692年にはナミュールも奪い取り（第一次ナミュール包囲戦）、翌1693年ではステーンケルケの戦いの後にリュクサンブールの救援に赴いた。これらの戦功が認められ1693年に元帥に昇進、1694年に公爵に叙爵された。1695年にナミュールの守備を任されたが、イングランド王兼オランダ総督ウィリアム3世とバイエルン選帝侯兼ネーデルラント総督マクシミリアン2世に落とされ捕虜となった（第二次ナミュール包囲戦）。解放後はイングランド・オランダと交渉、ウィリアム3世の側近ポートランド伯と共に1697年のレイスウェイク条約締結に貢献した。
スペイン継承戦争ではマクシミリアン2世の内通により1701年からネーデルラントへ駐屯、ベリック公・タラール伯を従えてケルンからオランダを攻めようとした。しかし、イングランド軍司令官マールバラ公ジョン・チャーチルの機動戦略に翻弄され、マース川流域の都市を次々と落とされ戦線をアントワープからナミュールまで後退させたため、1703年にイタリア戦線から送られたヴィルロワ公と交替、ヴィルロワの指揮下で引き続きネーデルラントを転戦したが、エケレンの戦いで勝利した他に戦果を挙げられず後方へ回された。
1708年、7月にアウデナールデの戦いでマールバラ公とオーストリア軍の将軍プリンツ・オイゲンがヴァンドーム公・ブルゴーニュ公ルイ率いるフランス軍に勝利するとリール包囲に向かった。ブーフレールはリールで3ヶ月以上耐え抜いたが、周囲の都市が同盟軍に落とされるに及んで降伏、パリへ帰還した（リール包囲戦）。1709年に入りフランスに危機が迫ると、自ら志願してヴィラールの配下として同盟軍を迎え撃った（マルプラケの戦い）。途中で負傷したヴィラールに代わって指揮を執り、整然と撤退して被害を最小限に抑えたため、フランス軍の損害は同盟軍の半分で済んだことをヴィラールと共に称賛された。1711年、フォンテーヌブローで67歳で死去、息子のジョゼフ・マリーが爵位を継いだ。